# 船尾座OS
船尾座OS，又名CD-35 4358，HD 69081、SAO 198969、HR 3240，是船尾座的一颗恒星，视星等为5.08，位于銀經253.98，銀緯-1，其B1900.0坐标为赤經8h 10m 12.9s，赤緯-36° -1′ 9″。